# Jutta Schümann
Jutta Schümann (* 24. März 1949 in Kiel) ist eine deutsche Politikerin (SPD).
Sie war 2000–2009 stellvertretende Vorsitzende der SPD-Fraktion im schleswig-holsteinischen Landtag.

## Leben und Beruf
Nach der Mittleren Reife machte Jutta Schümann eine Ausbildung zur staatlich anerkannten Erzieherin. Ein späteres Studium der Sozialpädagogik in Darmstadt beendete sie als Diplom-Sozialpädagogin (FH). Jutta Schümann absolvierte außerdem ein Studium der Soziologie, Volkswirtschaftslehre und Sozialpolitik an der Wirtschafts- und Sozialwissenschaftlichen Fakultät der Friedrich-Alexander-Universität Erlangen-Nürnberg, das sie als Diplom-Sozialwirtin abschloss. Nachdem sie ab 1987 die in der Kieler Stadtverwaltung neu geschaffene Gleichstellungsstelle für Frauen geleitet hatte, wechselte sie 1991 als Grundsatzreferentin für Seniorenpolitik, Altenhilfe, Altenpflegeausbildung und Gerontopsychiatrie in das Ministerium für Arbeit, Gesundheit und Soziales des Landes Schleswig-Holstein.

## Partei
Jutta Schümann trat 1972 in die SPD ein.

## Abgeordnete
Von 1986 bis 1989 gehörte sie der Ratsversammlung der Stadt Neumünster an.
Von 2000 bis 2009 war Jutta Schümann Mitglied des Landtags von Schleswig-Holstein. Sie war außerdem stellvertretende Vorsitzende der SPD-Landtagsfraktion.
Jutta Schümann zog 2000 als direkt gewählte Abgeordnete des Wahlkreises Neumünster-Nord und 2005 als direkt gewählte Abgeordnete des Wahlkreises Neumünster in den Landtag ein. Bei der Landtagswahl 2005 erreichte sie hier 46,5 % der Erststimmen. Zur Landtagswahl 2009 trat sie nicht wieder an.

## Mitgliedschaften
Im Jahr 2017 wurde Schümann für eine Amtszeit von fünf Jahren zur Vorsitzenden des NDR Landesrundfunkrates Schleswig-Holstein gewählt, nachdem sie vom AWO-Landesverband Schleswig-Holstein in dieses Gremium entsandt worden war.